# Amaranthus praetermissus
Amaranthus praetermissus là loài thực vật có hoa thuộc họ Dền. Loài này được Brenan mô tả khoa học đầu tiên năm 1981.